# 100 (Glee)
100 je dvanáctá epizoda páté série amerického hudebního televizního seriálu Glee a speciální stá epizoda seriálu. Napsali ji Ryan Murphy, Brad Falchuk a Ian Brennan, režíroval ji Paris Barclay a poprvé se vysílal ve Spojených státech na televizní stanici Fox dne 18. března 2014. Jedná se o první část z dvou slavnostních epizod a obsahuje očekávané ukončení sboru. Vrací se mnoho absolventů a členů sboru a také speciální hostující hvězdy Kristin Chenoweth jako April Rhodes a Gwyneth Paltrow jako Holly Holliday.

## Obsah epizody

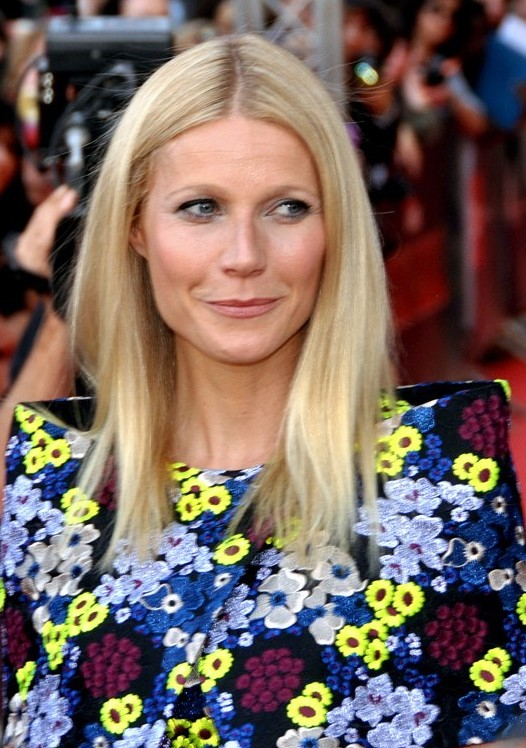
Gwyneth Paltrow jako jedna ze speciálních hostujících hvězd epizody

Rachel Berry (Lea Michele), Kurt Hummel (Chris Colfer), Santana Lopez (Naya Rivera), Mercedes Jones (Amber Riley), Quinn Fabray (Dianna Agron), Noah „Puck“ Puckerman (Mark Salling), Brittany S. Pierce (Heather Morris) a Mike Chang (Harry Shum mladší) se vrací do Limy na poslední týden sboru. Pro jejich sté zadávání vedoucí sboru Will Schuester (Matthew Morrison) požádá staré i nové členy sboru, aby ztvárnili novým způsobem písně, které ve sboru již zpívali a také jim představí speciálního hosta, April Rhodes (Kristin Chenoweth). Will a April poté vedou studenty v písni „Raise Your Glass“.
Puck plánuje obnovit svůj vztah s Quinn, ale zjistí, že ona nyní chodí s arogantním milionářem Biffem McIntoshem (Chace Crawford) a skrývá před ním veškerou svou minulost. Quinn, Santana a Brittany později zpívají „Toxic“, ale Brittany cítí, že se jí tančení moc nepovedlo a cítí se, že ztrácí svou kreativitu od té doby, co je matematickým géniem. Mezitím se Rachel a Mercedes začnou hádat ohledně toho, kdo je úspěšnější a rozhodnou se udělat pěvecký souboj s písní „Defying Gravity“ a nechaly ostatní hlasovat o vítězce.
Will a April připomenou ředitelce Sue Sylvester (Jane Lynch), že Aprilina charitativní společnost vlastní školní sál, což znamená, že sbor by se mohl přesunout tam a finančně by je podporovala organizace, ale Sue Willovi prozrazuje, že veškeré peníze již utratil na kostýmy a scénu pro vystoupení sboru a Aprilin účet je zmrazený, tudíž sbor nemůže být zachráněn.
Santana se snaží Brittany zvednout náladu písní „Valerie“, kde ji doprovází Mike a Jake Puckerman (Jacob Artist). Puck poté vyznává Quinn lásku písní „Keep Holding On“ a řekne jí, aby se nestyděla za svou minulost. Quinn řekne Biffovi pravdu včetně toho, že s Puckem má dceru. Biff je rozzlobený a začne ji nadávat, což uvidí Puck, a tak ho zbije a hodí do kontejneru. Biff se poté s Quinn rozejde a vrací se na Yale.
Během hlasování o větší divu Santana ztrapňuje Rachel, kterou později uklidňuje Mercedes. Mercedes a Rachel se znovu spřátelí a zjistí, že hlasování skončilo nerozhodně. Později se k nim připojí Holly Holliday (Gwyneth Paltrow), kterou pozvala April a přesvědčí sbor, aby zazpívali něco nového, tudíž všichni zpívají „Happy“. Puck a Quinn obnoví svůj vztah a Brittany vyzná Santaně lásku, i když Santana má obavy ohledně jejich vztahu díky předchozímu bolestivému rozchodu.
Will se setkává v sále s Rachel, Kurtem, Santanou, Mercedes, Artiem, Tinou, Puckem, Quinn, Brittany a Mikem a děkuje jim za to, že jsou součástí jeho života. April a Holly, které je sledují ze skrýše, si uvědomí, jak je pro Willa sbor důležitý a rozhodnou se spojit se a zachránit ho.

## Seznam písní
- „Raise Your Glass“
- „Toxic“
- „Defying Gravity“
- „Valerie“
- „Keep Holding On“
- „Happy“

## Hrají
| Jacob Artist     | Jake Puckerman      |
| Melissa Benoist  | Marley Rose         |
| Chris Colfer     | Kurt Hummel         |
| Darren Criss     | Blaine Anderson     |
| Blake Jenner     | Ryder Lynn          |
| Jane Lynch       | Sue Sylvester       |
| Kevin McHale     | Artie Abrams        |
| Lea Michele      | Rachel Berry        |
| Matthew Morrison | William Schuester   |
| Alex Newell      | Wade „Unique“ Adams |
| Chord Overstreet | Sam Evans           |
| Naya Rivera      | Santana Lopez       |
| Becca Tobin      | Kitty Wilde         |
| Jenna Ushkowitz  | Tina Cohen-Chang    |